# Felttoget på Salomonøerne
Felttoget på Salomonøerne var en stor kampagne i Stillehavskrigen under 2. verdenskrig. Kampagnen begyndte med japanske landgange og besættelser af flere områder i de britiske Salomonøerne og Bougainville i Territoriet Ny Guinea, i de første seks måneder af 1942. Japanerne besatte disse steder og begyndte opførelsen af flere flåde- og luftbaser med det mål at beskytte flanken for den japanske offensiv i Ny Guinea, oprettelsen af en sikkerhedsbarriere for de store japanske base i Rabaul på New Britain, og give grundlag for afskærelsen af forsyningslinjer mellem de Allierede magter USA, og Australien og New Zealand.
De Allierede, der ville forsvare deres kommunikations- og forsyningslinier i det sydlige Stillehav, støttede en modoffensiv i Ny Guinea, ved at isolere den japanske base i Rabaul, og gik til modangreb mod japanerne på Salomonøerne med landgange på Guadalcanal (se Slaget om Guadalcanal) og små omkringliggende øer den 7. august 1942. Disse landgange startede en række kombineredevåben-slag mellem de to modstandere, der begyndte med landgangen på Guadalcanal og fortsatte med flere kampe i den centrale og nordlige del af Salomonøerne, på og omkring New Georgia, og Bougainville.
I en udmattelseskampagne udkæmpet til lands, til vands og i luften, gik de Allierede med japanerne ned, og påførte uerstattelige tab på japanske militære ressourcer. De allierede generobrede nogle af Salomonøerne (selvom modstanden fortsatte indtil slutningen af krigen), og de isolerede og neutraliserede også nogle japanske stillinger, som så blev forbigået. Felttoget på Salomonøerne voksede derefter sammen med felttoget på Ny Guinea.

## Baggrund

### Strategisk baggrund
Den 7. december 1941, efter ikke at løse en uenighed med USA over Japans handlinger i Kina og Fransk Indokina, angreb japanerne den amerikanske stillehavsflåde i Pearl Harbor på Hawaii. Angrebet lammede det meste af den amerikanske Stillehavsflådes slagskibe og startede en formel krigstilstand mellem de to lande. Angrebene på det Britiske Imperiums besiddelser i Stillehavet, begyndte med et angreb på Hongkong næsten samtidigt med angrebet på Pearl Harbor, og bragte Storbritannien, Australien og New Zealand ind i konflikten. Ved at starte denne krig, forsøgte de japanske ledere at neutralisere den amerikanske flåde, erobre besiddelser, der var rige på naturressourcer, og få strategiske militære baser til at forsvare deres vidtstrakte imperium. Med ordene fra den japanske flådes Kombinerede flådes hemmelige order nummer et, dateret den 1. november 1941, var målene for den første japanske kampagne i den forestående krig at, "(fjerne), britiske og amerikanske styrke fra Hollandsk Ostindien og Filippinerne, (og) at etablere en politik med autonome selvforsyning og økonomisk uafhængighed."
Kejserriget Japan gennemførte sit første strategiske mål i de første seks måneder af krigen, ved at erobre Filippinerne, Thailand, Malaya, Singapore, Hollandsk Ostindien, Wake, New Britain, Gilbertøerne og Guam. Et japansk mål var at etablere et effektivt defensivt perimeter fra Britisk Indien mod vest, gennem Hollandsk Ostindien mod syd, og til øbaser i det sydlige og centrale Stillehav som dens sydøstlige forsvarslinje. Opankringen af dens defensive stillinger i det sydlige Stillehav var den store japanske hær- og flådebase i Rabaul på New Britain, som blev indtaget i januar 1942. I marts og april, besatte japanske styrker og begyndte at bygge en flyveplads på Buka i det nordlige Bougainville, samt en flyveplads og flådebase på Buin, i det sydlige Bougainville.

### Japansk fremrykning ind i Salomonøerne
I april 1942 indledte den japanske hær og flåde sammen Operation Mo, en fælles plan for at erobre Port Moresby på Ny Guinea. Også en del af planen var en flådeoperation for at indtage Tulagi i de sydlige Solomonøer. Målet for operationen var for japanerne at udvide deres sydlige perimeter og at oprette baser til støtte eventuelle fremtidige fremrykninger for at erobre Nauru, Ocean Island, Ny Kaledonien, Fiji og Samoa og dermed afskære forsyningslinjer mellem Australien og USA, med det formål at reducere eller fjerne Australien som en trussel mod japanske positioner i det sydlige Stillehav. Den japanske flåde foreslog også en fremtidig invasion af Australien, men hæren svarede, at det på daværende tidspunkt manglede tilstrækkelige tropper til at understøtte en sådan operation.
Japanske flådestyrker erobrede med succes Tulagi, men dens invasion af Port Moresby blev slået tilbage i slaget i Koralhavet. Kort efter, etablerede den japanske flåde små garnisoner på den anden nordlige og centrale Salomonøerne. En måned senere, mistede den japanske Kombinerede flåde fire af sin flåde hangarskibe i slaget ved Midway.
De Allierede imødegik truslerne mod Australien ved en opbygning af tropper og fly, med henblik på at gennemføre planer om at nærme og tilbageerobre Filippinerne. I marts 1942 havde admiral Ernest King, den daværende øverstbefalende for den amerikanske flåde, talt for et angreb Ny Hebriderne via Salomonøerne til Bismarckarkipelaget. Efter sejren ved Midway foreslog, general Douglas MacArthur, som havde taget kommandoen over det sydvestlige Stillehav, et lynangreb for at generobre Rabaul, hvor japanerne var ved at befæste og bruge som base for operationer. Den amerikanske flåde gik ind for en mere gradvis tilgang fra Ny Guinea og op ad Salomonøerneskæden. Disse konkurrerende forslag blev løst af admiral King og amerikanske hærs stabschef general George C. Marshall, hvor der blev vedtaget en tre-opgavers plan. Task One var erobringen af øen Tulagi i Salomonøerne. Task Two var et fremryk langs Ny Guineas kyst. Task Three var erobringen af Rabaul. Task One, der var gennemført ved et direktiv for Joint Chiefs of Staff den 2. juli 1942 og navngav de indledende angreb Operation Vagttårnet, blev senere felttoget på Salomonøerne.

## Felttogets gang
De Allierede oprettede en kombineret luftformation, Cactus Air Force, der gav luftoverlegenhed i dagtimerne. Japanerne tyede derefter til natlige genforsyningsmissioner, som de kaldte "Rottetransport" (og af de Allierede kaldt "Tokyo Express") gennem New Georgia Sound ("The Slot"). Mange voldsomme slag blev udkæmpet da man forsøgte at stoppe japanske forsyninger fra at komme igennem. Så mange skibe gik tabt på begge sider i løbet af slaget om Guadalacanal, at den sydlige ende af New Georgia Sound, området nord for Guadalcanal tidligere kaldet Savo Sound, blev kendt som "Ironbottom Sound".
Allieret succes i felttoget på Salomonøerne forhindrede japanerne fra at skære Australien og New Zealand af fra den amerikanske Operation Cartwheel – de Allieredes storstrategi for felttogene på Salomonøerne og Ny Guinea – der blev startet den 30. juni 1943, og isolerede og neutraliserede Rabaul og ødelagde meget af Japans hav- og luftherredømme. Dette åbnede vejen for allierede styrker til at generobre Filippinerne og afbrude Japan fra dets centrale ressourceområder i Hollansk Ostindien.
Felttoget på Salomonøerne kulminerede i de ofte bitre kampe i felttoget på Bougainville, der fortsatte indtil slutningen af krigen.